# Красівська сільська рада (Миколаївський район)
| Красівська сільська рада — колишній орган місцевого самоврядування у Миколаївському районі Львівської області з центром у с. Красів. Історична дата утворення: в 1939 році. Водоймища на території, підпорядкованій даній раді: річка Зубра. Сільраді були підпорядковані населені пункти: - с. Красів - с. Поляна |

## Склад ради
- Сільський голова: Заріцька Ганна Іванівна
- Секретар сільської ради:
- Загальний склад ради: 14 депутатів

### Керівний склад ради
| ПІБ                     | Основні відомості                                                 | Дата обрання | Дата звільнення |
| ----------------------- | ----------------------------------------------------------------- | ------------ | --------------- |
| Заріцька Ганна Іванівна | Сільський голова, 1957 року народження, освіта, позапартійна      | 26.03.2006   | 31.10.2010      |
| Заріцька Ганна Іванівна | Сільський голова, 1957 року народження, освіта вища, позапартійна | 31.10.2010   |                 |

Примітка: таблиця складена за даними джерела

### Депутати
Результати місцевих виборів 2010 року за даними ЦВК
| № зп                                                | № округу                                            | Прізвище, ім'я, по батькові                         | Дата визнання обраним                               | Відомості про обраного депутата                     |
| Політична партія Всеукраїнське об'єднання «Свобода» | Політична партія Всеукраїнське об'єднання «Свобода» | Політична партія Всеукраїнське об'єднання «Свобода» | Політична партія Всеукраїнське об'єднання «Свобода» | Політична партія Всеукраїнське об'єднання «Свобода» |
| Самовисування                                       | Самовисування                                       | Самовисування                                       | Самовисування                                       | Самовисування                                       |
| --------------------------------------------------- | --------------------------------------------------- | --------------------------------------------------- | --------------------------------------------------- | --------------------------------------------------- |